# The Mermaid
The Mermaid (Chinees: 美人鱼; Mei ren yu) is een Chinese fantasyfilm uit 2016, geregisseerd door Stephen Chow. Het is een opvallende film uit China qua opbrengst. Voornamelijk was de film in China succesvol waar het ruim $ 526 miljoen opbracht (wereldwijd ruim $ 552 miljoen). Hiermee was het de meest winstgevende Chinese film ter wereld aller tijden, totdat de film Wolf Warrior 2 verscheen.

## Verhaal
Zakenman Liu Xuan is bezig aan een project met het droogleggen van de zee. Hierdoor worden de zeemeerminnen bedreigd die afhankelijk zijn van de zee. De mooie zeemeermin Shan die kan lopen op het land wordt gestuurd om Xuan te stoppen. Dit leidt tot de twee verliefd op elkaar worden. Uit liefde stop hij met het plan. Maar helaas worden Shan en de andere zeemeerminnen opgejaagd door een geheime organisatie. Xuan zal er alles aan doen om Shan terug te sturen naar de oceaan zodat ze kan ontsnappen.

## Rolverdeling
| Acteur          | Personage         |
| --------------- | ----------------- |
| Deng Chao       | Liu Xuan          |
| Lin Yun         | Shan              |
| Show Luo        | Octopus           |
| Zang Yuqi       | Ruolan            |
| Pierre Bourdaud | De veilingmeester |